# Štitáre
Štitáre és un poble i municipi d'Eslovàquia que es troba a la regió de Nitra, al sud-oest del país.

## Demografia
| Godina             | 1994 | 2004 | 2014    | 2024    |
| ------------------ | ---- | ---- | ------- | ------- |
| Nombre de persones | 0    | 619  | 797     | 1263    |
| Diferència         |      | –    | +28,75% | +58,46% |

| Godina             | 2023 | 2024   |
| ------------------ | ---- | ------ |
| Nombre de persones | 1234 | 1263   |
| Diferència         |      | +2,35% |